# Ricardo Astorga
Ricardo Alfonso Astorga Moreno (Valparaíso, 1954) es un periodista, antropólogo, realizador y fotógrafo chileno conocido por su programa La Ruta de TVN, donde viajó por el mundo con diferentes celebridades chilenas.

## Trayectoria
Nació en Valparaíso. Hijo de Eduardo Astorga Barriga y Eugenia Moreno Ramírez. Es el tercero de 10 hermanos. Reside en San Alfonso, San José de Maipo, donde junto a su familia crearon el centro de ecoturismo "Cascada de las Animas".
En 1974 se fue exiliado a Ecuador a raíz del Golpe de Estado, volviendo en 1978 y se une a la AFI (Asociación de Fotógrafos Independientes). Después estudiaría antropología en la Universidad de Chile.
Tiene seis hijos. Entre ellos se encuentra Pedro Astorga conocido por ganador los realities Pareja perfecta y Amor a prueba.
En televisión trabaja para TVN desde 1990, donde fue el creador de los programas culturales: Gente de la Tierra, El Mirador, La Ruta y La Odisea.
En el programa La Ruta, donde fue presentador y director general, viajó por el mundo junto a Tamara Acosta, Bárbara Rebolledo, Javiera Contador, Paz Bascuñán, María Elena Swett, Carolina Varleta e Ivette Vergara, entre otras.
En La Odisea, programa cultural y de aventura, viajó junto a su sobrino carnal y ahijado Pangal Andrade Astorga.
En 2015 tuvo su primera exposición fotográfica llamada Cien pueblos, mil vidas en el Espacio Fundación Telefónica, donde mostró las imágenes de sus treinta años de viajes.
En la actualidad conduce el programa Melo & Astorga: Cultura a dos bandas, con el actor Francisco Melo; pero tras la salida de este último de la televisora estatal; conduce un programa de iguales características llamado Javiera & Astorga con una de sus otras compañeras de ruta, la actriz Javiera Contador.

## Televisión
| Año       | Programa                             | Canal |
| --------- | ------------------------------------ | ----- |
| 1990      | Gente de la Tierra                   | TVN   |
| 1991-2002 | El Mirador                           | TVN   |
| 2002      | La Ruta de la Seda                   | TVN   |
| 2003      | La Ruta de Beringia                  | TVN   |
| 2004      | La Ruta de Oriente                   | TVN   |
| 2005      | La Ruta del Nilo                     | TVN   |
| 2006      | La Ruta de Oceanía                   | TVN   |
| 2006      | La Ruta de Chile                     | TVN   |
| 2007      | La Ruta de Amazonía                  | TVN   |
| 2007      | La Ruta de Chile                     | TVN   |
| 2008      | La Ruta del Sahara                   | TVN   |
| 2010      | La Ruta de Shangri-la                | TVN   |
| 2010      | La Ruta de Chile                     | TVN   |
| 2011      | La Ruta de la India                  | TVN   |
| 2012      | La Ruta de Gengis Kan                | TVN   |
| 2013      | La Odisea                            | TVN   |
| 2014      | La Odisea: La Conquista del Amazonas | TVN   |
| 2014      | La Odisea: Valientes en la Patagonia | TVN   |
| 2015      | Melo & Astorga: Cultura a dos bandas | TVN   |
| 2016      | Javiera & Astorga                    | TVN   |
| 2017      | Chile Ancho                          | TVN   |